# Fabio Freire
Fabio Freire (* 15. Juli 1956 in São Paulo) ist ein brasilianischer Perkussionist, Sänger und Komponist.

## Leben und Wirken
Freire, der als Sohn einer afrobrasilianischen Priesterin aufwuchs, erlernte das Trommelspiel bereits im Kindesalter. Seine Ausbildung in Harmonielehre und Improvisation erhielt er am Konservatorium Brooklin Paulista 
bei Nelson Aires und Roberto Sion. Er arbeitete mit Musikern wie Raul de Souza, João Bosco und Tom Zé. Die Gruppe Farafina lud ihn nach Japan zum Farafina World Percussion Meeting ein. 
Später zog er in die Schweiz, wo er mit Heiri Känzig und Matthieu Michel arbeitete. In dem von Max Lässer produzierten Duo-Projekt Limmazonas arbeitete er mit Christoph Stiefel zusammen. In sein Ignis Quartet holte er Stefan Hulliger (Violine), Susanna Andres (Violine), Martin Hess (Kontrabass) und Ueli Angstmann (Saxophone), um intuitive Zugänge für die Fusion afro-brasilianischer Tradition und europäischer Formen zu finden. Er ist auch auf Alben von Jean-Paul Bourelly  und Fischhohl zu hören und komponierte für Banda do Solzinho sowie Grupo Passarinho. Zudem ist er in Cesar Paes’ Dokumentarfilm Saudade do futuro (2000) zu erleben.

## Diskographische Hinweise
- Carioca & Fabio Freire Dança de Caboclo (1995)
- Thomas Rohrer / Celio Barros / Fabio Freire (PMC Label 1999)
- Christoph Stiefel & Fabio Freire Limmazonas (RecRec, 2001)
- Fabio Freire & Ignis Quartet First Intution (2004)
- Fabio Freire & Ignis Quartet Verumo (2015)[3]